# Фердинанд Нойлінг
Генріх Вільгельм Фердинанд Нойлінг (нім. Heinrich Wilhelm Ferdinand Neuling; 22 серпня 1885, Бауцен — 20 лютого 1960, Гільдесгайм) — німецький воєначальник, генерал піхоти вермахту. Кавалер Лицарського хреста Залізного хреста.

## Біографія
15 березня 1905 року вступив в армію. Учасник Першої світової війни. Після демобілізації армії залишений в рейхсвері. З 26 серпня 1939 по 1 січня 1942 року — командир 239-ї піхотної дивізії, з 2 лютого по 24 березня 1942 року — групи «Нойлінг», з 9 вересня 1942 року — 62-го резервного (з 5 серпня 1944 року — армійського) корпусу. 18 серпня 1944 року взятий в полон американськими військами. В 1947 році звільнений.

## Звання
- Фанен-юнкер (25 березня 1905)
- Фенріх (30 жовтня 1905)
- Лейтенант (17 серпня 1906)
- Оберлейтенант (8 грудня 1914)
- Гауптман (17 березня 1915; патент від 11 листопада 1915)
- Майор (1 лютого 1929)
- Оберстлейтенант (1 червня 1933)
- Оберст (1 червня 1935)
- Генерал-майор (18 січня 1939; патент від 1 січня 1939)
- Генерал-лейтенант (1 грудня 1940)
- Генерал піхоти (1 жовтня 1942)

## Нагороди
- Залізний хрест 2-го і 1-го класу
- Орден Альберта (Саксонія), лицарський хрест
  - 2-го класу з мечами (31 жовтня 1914)
  - 1-го класу з мечами (14 жовтня 1917)
- Військовий орден Святого Генріха, лицарський хрест (9 вересня 1918)
- Почесний хрест ветерана війни з мечами
- Медаль «За вислугу років у Вермахті» 4-го, 3-го, 2-го і 1-го класу (25 років)
- Застібка до Залізного хреста
  - 2-го класу (17 листопада 1939)
  - 1-го класу (15 червня 1940)
- Орден Михая Хороброго 3-го класу (Румунське королівство; 19 вересня 1941)
- Німецький хрест в золоті (19 грудня 1941)
- Лицарський хрест Залізного хреста (28 лютого 1942)